# Bantudiaspis
Bantudiaspis är ett släkte av insekter. Bantudiaspis ingår i familjen pansarsköldlöss.
Kladogram enligt Catalogue of Life:
| Bantudiaspis | \| \| Bantudiaspis faureae \| \| \| \| \| \| Bantudiaspis loranthi \| \| \| \| |
|              | \| \| Bantudiaspis faureae \| \| \| \| \| \| Bantudiaspis loranthi \| \| \| \| |
|              | Bantudiaspis faureae                                                           |
|              |                                                                                |
|              | Bantudiaspis loranthi                                                          |
|              |                                                                                |